# エイベックス・アーティストアカデミー
エイベックス・アーティストアカデミー（英: avex artist academy、略: aaa）は、エイベックス・マネジメント株式会社が運営するエンターテイナー養成スクール。2001年10月開校し、現在は東京、名古屋、大阪、福岡に校舎を構えている。
ダンス、クリエイター、シアターの三つの総合コースに分かれており、受講生はダンス、ダンス＆ヴォーカル、ゼロラボ、クリエイター・アーティスト、シアターから専攻を選ぶことができる。
また、直営校であるエイベックス・アーティストアカデミー以外にも、日本最大級のダンススクール「エイベックス・ダンスマスター」とボーカルスクール「エイベックス・ボーカルマスター」を全国に展開している。

## 主な出身人物
※公式ウェブサイトを参照。
| - 石橋陽彩 - 声優 - 熊谷俊輝 - 声優 - 浦田直也 - 元AAA - 板野友美 - 今市隆二 - 三代目 J SOUL BROTHERS from EXILE TRIBE - 小林直己 - EXILE / 三代目 J SOUL BROTHERS from EXILE TRIBE - May J. - 伊藤由奈 - 前川紘毅 - 千紗 - 元girl next door - 稲森寿世 - 大野雄大 - Da-iCE - 花村想太 - Da-iCE - 和田颯 - Da-iCE - KAZUMA - 元DA PUMP - DAICHI - 元DA PUMP - KIMI - DA PUMP - 向山毅 - SOLIDEMO / 元腹筋学園 - 戸川正敬 - 腹筋学園 - 阿部憲嗣 - 腹筋学園 - 片平学 - 腹筋学園 - 入来院真嗣 - 腹筋学園 - 安野希世乃 - 安済知佳 - 関谷真由 - 風男塾 / 元アイドリング!!! / 元BESTIEM - 鈴木友梨耶 - 元Cheeky Parade - 永井日菜 - 元Cheeky Parade - 鈴木真梨耶 - 元Cheeky Parade - 秋田知里 - 仮面ライダーGIRLS - 伊山摩穂 - 元GEM - 田中美麗 - 元SUPER☆GiRLS - 光上せあら - 元SDN48 - 松隈達彦 - 元BLAZE - 吉田愛璃 - 元PLATINUM PRODUCTION - 島津藍 - えんどぅ - 遠藤時代 - 一岡杏奈 - 元ONE CHANCE - 清水涼子 - 元ONE CHANCE - 武内杏樹 - 元ONE CHANCE - 森瑠菜 - 元BsGirls / 元ONE CHANCE - 傳彩夏 - 元ONEPIXCEL - 関口蒼 - 元TEMPURA KIDZ - LEO - BE:FIRST - hibiki - lol - 伊藤千咲美 - 元GEM - 伊藤千由李 - 元チームしゃちほこ - TATSUKI - FlowBack - 三品瑠香 - わーすた - 小栗かこ - 元ONE CHANCE / 元GEM - 武田舞彩 - 元GEM - 白井琴望 - 元SKE48 - 井田玲音名 - SKE48 - 生見愛瑠 - JUNNA - ワルキューレ - 高田凛 - 元ニコラ専属モデル - 縣みりあ - FYT - 西葉瑞希 - 元きゅい〜ん'ズ - 若井友希 - i☆Ris - 中村碧十 - 劇団4ドル50セント - 古田愛理 - 元popteen専属モデル - 丸田怜音 - ニコラ専属メンズモデル - 釜谷悠平 - 元ニコプチ専属メンズモデル - 中村紗亜也 - 元ニコプチ専属モデル - 加藤心 - ME:I - SHUNTO - BE:FIRST - RYUHEI - BE:FIRST | - 花村想太 - Da-iCE - 中江友梨 - 東京女子流 - moca - lol - 小見山直人 - lol - honoka - lol - 手島章斗 - SOLIDEMO - Niki - 武部柚那 - 元E-girls - 大門弥生 - 三谷怜央 - 林龍太 - 福本まなか - 元Little Glee Monster - 小西梨花 - PLC - ブルゾンちえみ - 林温恵 - 吉本新喜劇 - 脇坂春菜 - 石神澪 - 小瀬田麻由 - 紀平梨花 - フィギュアスケート選手 - 森瑠菜 - 元BsGirls / 元ONE CHANCE - 吉田広大 - X4 - 坪内聖士 - X4 - 岩井ひかる - CHERRSEE - 田宮拓 - CLOWN'S CROWN - 奥地真人 - CLOWN'S CROWN - 坂元葉月 - わーすた - 松田美里 - わーすた - 溝手るか - 元SUPER☆GiRLS - 石橋蛍 - 元SUPER☆GiRLS - 南ななこ - 元GEM - 柳いろは - miu - 清水沙也佳 - 出口亜梨沙 - 武井玲奈 - 松村優 - 青野紗穂 - 三島涼 - イケ家! - 長江崚行 - 平野沙羅 - 元ONE CHANCE / 元GEM - 羽田聡里 - 元ONE CHANCE - 熊代珠琳 - 元ONE CHANCE / 元GEM - 吉岡結紀 - 羽柴純平 - COLOR CREATION - 大島正華 - 寺田真奈美 - alom - 古川優奈 - 菅原麻由佳 - 劇団4ドル50セント - 谷口愛祐美 - 劇団4ドル50セント - 糸原美波 - 元劇団4ドル50セント - 福島雪菜 - 劇団4ドル50セント - 門脇慎剛 - 元劇団4ドル50セント - 王子咲希 - 立花玲奈 - 田中涼 - Dream Maker - 松尾そのま - Mikako - FAKY - 三嶋楓 - HardBirds - 久冨愛莉 - 元ONE CHANCE - MANATO - BE:FIRST - 江崎ひかる - Kep1er |